# Павези, Аттилио
Аттилио Павези (итал. Attilio Pavesi, 1 октября 1910, Каорсо, Италия — 2 августа 2011, Буэнос-Айрес, Аргентина) — итальянский шоссейный велогонщик, двукратный чемпион Олимпийских игр в Лос-Анджелесе (1932).
На X Олимпиаде в Лос-Анджелесе в 1932 году Павези стал двукратным чемпионом, выиграв индивидуальную шоссейную гонку, а также командную гонку вместе с товарищами по сборной Италии Джузеппе Ольмо (1911—1992) и Гульельмо Сегато (1906—1979). В 1933 году ушёл в профессионалы, выступая за команду Maino-Clement, однако особых успехов не добивался.
Во время Второй мировой войны Павези эмигрировал в Аргентину, где организовывал соревнования по велоспорту. На момент смерти считался старейшим по возрасту из живших на тот момент олимпийским чемпионом (по некоторым олимпийским чемпионам нет информации о дате смерти).